# Lange (piłkarz)
Marcos Antonio Menezes Godoi (ur. 18 grudnia 1966) – brazylijski piłkarz występujący na pozycji pomocnika.

## Kariera klubowa
Od 1987 do 1992 roku występował w klubie Yanmar Diesel i Gamba Osaka.